# 烏諦利
烏諦利(梵文：Udhilipa)，印度大乘密宗人士，八十四成就者之一。

## 簡介
烏諦利意思是「會飛的人」，他是住在德毘過塔的貴族。因過去世的慈悲佈施，此生果報非常富厚。有一天當他凝望天上雲朵變化而成的各種動物，其中一朵像是飛翔的鵝，他心想：「哦！要是我也能那樣飛翔該有多好啊！」正巧上師噶納利巴前來扥缽化緣。在供養食物與飲水之後，烏諦利詢問是否有飛翔的法門？噶納利巴便給予烏諦利「瑪哈瑜珈女卡突必塔密續」的灌頂，並教導他取藥製藥之法，烏諦利在十二年之內完成藥的融合後便飛上空中，並在講述一生的經歷之後，即身前往空行淨土。